# Hadena consparcatoides
Hadena consparcatoides är en fjärilsart som beskrevs av Karl Schawerda 1928. Hadena consparcatoides ingår i släktet Hadena och familjen nattflyn. Inga underarter finns listade i Catalogue of Life.